# Nasingen
Nasingen ist eine Ortsgemeinde im Eifelkreis Bitburg-Prüm in Rheinland-Pfalz. Sie gehört der Verbandsgemeinde Südeifel an.

## Geographie
Nasingen liegt unmittelbar unterhalb der 535 Meter hohen Muxerather Höhe. Zur Gemeinde gehört auch der Weiler Op dem Besch.
Nachbarorte von Nasingen sind die Ortsgemeinden Muxerath im Norden, Obergeckler im Osten, Lahr im Südosten und Berscheid im Westen.

## Geschichte
Nasingen wurde erstmals 1531 als Nahnsen erwähnt. Es gehörte bis zum Ende des 18. Jahrhunderts zur luxemburgischen Grafschaft Vianden.
Mit der Besetzung der Österreichischen Niederlande (1794), zu denen das Herzogtum Luxemburg gehörte, durch französische Revolutionstruppen wurde der Ort französisch und gehörte von 1795 bis 1814 zum Wälderdepartement. 1815 wurde das ehemals luxemburgische Gebiet östlich der Sauer und der Our auf dem Wiener Kongress dem Königreich Preußen zugeordnet. Damit kam Nasingen 1816 zum Kreis Bitburg im Regierungsbezirk Trier und wurde zunächst von der Bürgermeisterei Lahr und später von der Bürgermeisterei Neuerburg verwaltet.
Nach dem Ersten Weltkrieg gehörte die Region zum französischen Teil der Alliierten Rheinlandbesetzung. Im Anschluss des Zweiten Weltkrieges kam Nasingen zur französischen Besatzungszone und wurde 1946 Teil des damals neu gebildeten Landes Rheinland-Pfalz.
Statistik zur Einwohnerentwicklung
Die Entwicklung der Einwohnerzahl der Gemeinde Nasingen, die Werte von 1871 bis 1987 beruhen auf Volkszählungen:
| Jahr | Einwohner |
| ---- | --------- |
| 1815 | 48        |
| 1835 | 70        |
| 1871 | 80        |
| 1905 | 88        |
| 1939 | 80        |
| 1950 | 75        |
| 1961 | 63        |

| Jahr | Einwohner |
| ---- | --------- |
| 1970 | 62        |
| 1987 | 41        |
| 1997 | 50        |
| 2005 | 44        |
| 2011 | 45        |
| 2017 | 38        |
| 2023 | 44        |

## Politik

### Gemeinderat
Der Gemeinderat in Nasingen besteht aus sechs Ratsmitgliedern, die bei der Kommunalwahl am 9. Juni 2024 in einer Mehrheitswahl gewählt wurden, und der ehrenamtlichen Ortsbürgermeisterin als Vorsitzender.

### Bürgermeister
Hanna Weires wurde am 8. Juli 2019 Ortsbürgermeisterin von Nasingen. Bei der Direktwahl am 26. Mai 2019 war sie mit einem Stimmenanteil von 70,37 % für fünf Jahre gewählt worden. Da für die Direktwahl am 9. Juni 2024 kein Wahlvorschlag eingereicht wurde, oblag die Neuwahl des Bürgermeisters gemäß rheinland-pfälzischer Gemeindeordnung dem Rat der Gemeinde. Auf seiner konstituierenden Sitzung am 8. August 2024 bestätigte er Hanna Weires für weitere fünf Jahre in ihrem Amt.
Der Vorgänger von Weires, Wolfgang Heyen, war seit 2009 Ortsbürgermeister, hatte 2019 aber nicht erneut für diese Aufgabe kandidiert.

### Wappen
| Wappen von Nasingen | Blasonierung: „Unter silbern-rotem, mit zwei Zinnen geteiltem Schildhaupt in silber ein schwarzer Pflug, in blauem Schildfuß eine dreizackige goldene Krone.“ |
| Wappen von Nasingen | Wappenbegründung: Die Zugehörigkeit zur Grafschaft Vianden wird durch Rot-Silber verdeutlicht. Im breiten Herzbalken des Wappens soll auf Geheiß des Ortsgemeinderates ein Pflug geführt werden; er steht für die landwirtschaftliche Prägung des Ortes durch Jahrhunderte und auch heute noch. Im Schildfuß symbolisiert die Krone die Marienkönigin, Schutzheilige und Patronin der Kapelle Nasingen, Filiale von Koxhausen (heute Pfarreiengemeinschaft Neuerburg-Ammeldingen-Karlshausen-Koxhausen-Rodershausen). Das Blau steht für die Gewässer wie Berscheider/Geichlinger Bach. Der Geckler Bach, Muxerather Bach, für Brunnenreichtum und naturbelassene Biotope. |

## Bauwerke

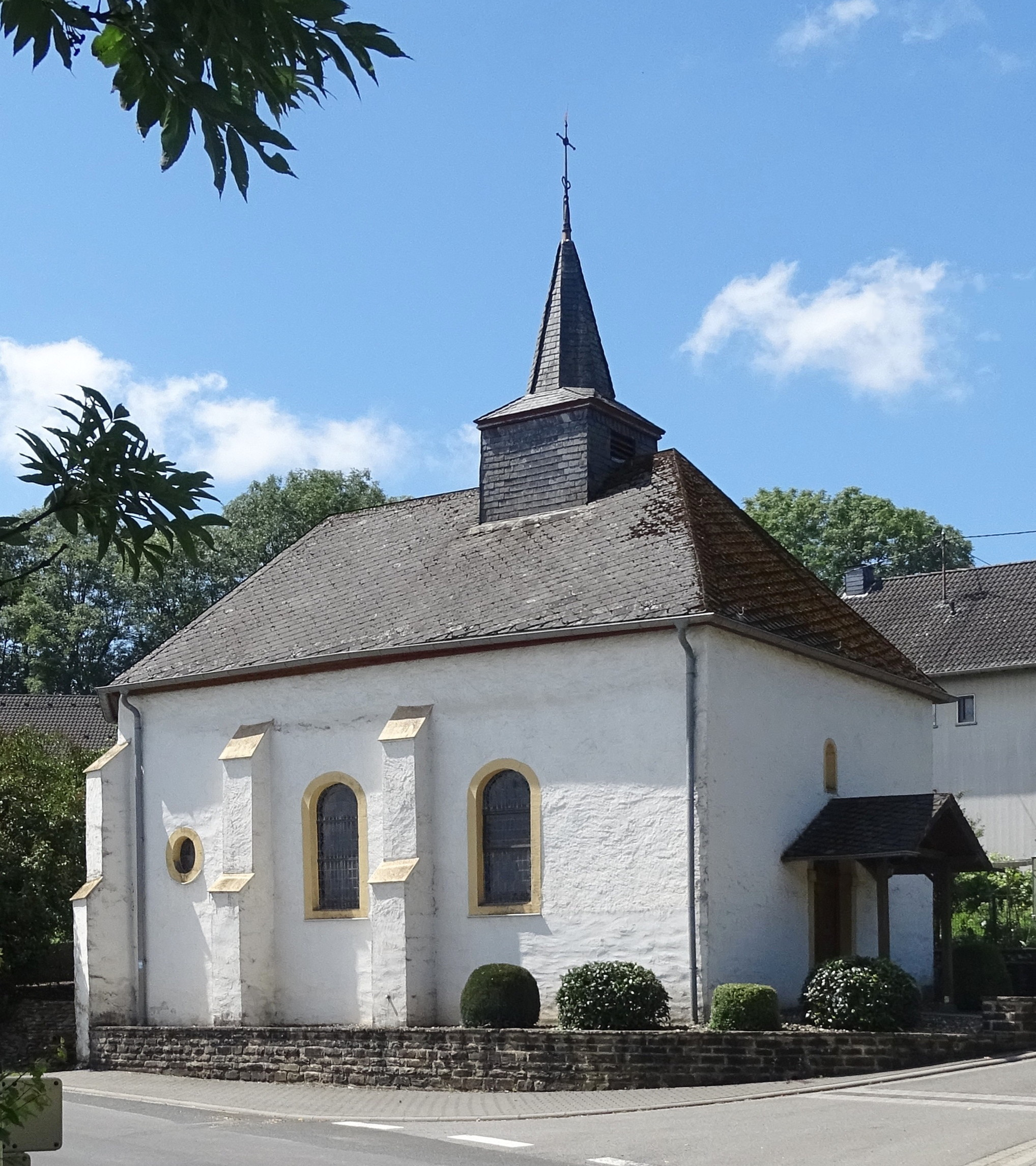
Kirche St. Maria in Nasingen, Ecke Dorfstraße/Hauptstraße.

Der Ort verfügt über ein Dorfgemeinschaftshaus und eine katholische Kapelle, die der Pfarrei Koxhausen angehört. Eine denkmalgeschützte Hofanlage an der Dorfstraße sowie ein restauriertes Backhaus sind in privater Hand.
Siehe auch: Liste der Kulturdenkmäler in Nasingen

## Verkehr
Die Gemeinde wird von der Kreisstraße K 53 an das regionale Straßennetz angeschlossen.

## Persönlichkeiten
- Leopold Adams (1902–1997), Generalstaatsanwalt in Saarbrücken